# Civilization III
Цивілізація 3 (англ. Civilization III або CIV III, CIV 3) - покрокова, глобальна комп'ютерна стратегія із серії Цивілізацій розроблюваних під керівництвом Сід Меєра (англ. Sid Meier) від компанії Firaxis Games. Наступник гри Civilization II та попередник Civilization IV. На відміну від інших ігор серії, головними розробниками були програміст Сорен Джонсон (англ. Soren Johnson) та ігровий дизайнер Джефф Бріггс (англ. Jeff Briggs).
Цивілізація 3 подібно до всіх ігор серії ставить цілю створення своєї імперії (цивілізації) та її подальший розвиток та здобуття перемоги. Як і в усій грі розбудовуються міста та будівлі і чудеса світу в них, дороги і залізниці, шахти і ферми, розвивається культура, що розширює кордони. У грі наявна цивілопедія. Гра за умовчанням розпочинається в 4000 р. до н.е та триває до перемоги одного з гравців (команди) або ж до 2050 року, коли закінчується час і переможцем стає той хто здобув найбільше ігрових балів. Гра має ромбоїдальні клітинки, та циліндричну карту (опціонально тор, або ж площина).

## Аддони
До гри було випущенно два офіційні додатки:
- Civilization III: Play the World (Цивілізація 3: Граючи світом) у 2002 році.
- Civilization III: Conquests (Цивілізація 3: Завоювання) у 2003 році.